# Erythropogon ichneumoniformis
Erythropogon ichneumoniformis là một loài ruồi trong họ Asilidae. Erythropogon ichneumoniformis được White miêu tả năm 1914. Loài này phân bố ở miền Australasia.